# أوغست شوفو
جان باتيست «أوغست» شُوفُو (بالفرنسية: Auguste Chauveau)‏ (23 نوفمبر 1827-4 يناير 1917) كانَ عُضواً في زمالة الجمعية الملكية وأُستاذاً فرنسياً وطبيباً بيطرياً.

## حَياته
وُلِدَ في فيلينيوف-لا-غويارد، وتَلَقى تَعليمَه في المَدرسة البَيطرية الوَطنية في ميزون ألفور والمَدرسة البَيطرية الوطنية ليون. في سن ال 21 انضم إلى الموظفين في المؤسسة الأخيرة، وفي عام 1875 أصبح مديراً للمدرسة.
في عام 1886، كان أستاذاً في علم الأمراض في المتحف الوطني للتاريخ الطبيعي في باريس.
أجرى أوغست طوال حياته المهنية تحقيقات في مجالات علم الأحياء الدقيقة، علم الفيروسات، الكيمياء الحيوية، الديناميكا الحرارية العضلية وأمراض القلب. مع إتيان-جولز ماري (1830-1904)، أجرى دراسات هامة تشمل مراحل مختلفة من دورة القلب والضغط داخل القلب.
في عام 1867 قامَ بِتجارب حاسِمة حَول انتِقال السل وأثر عَمَله على لوائح الصحة العمومية. كانَ لَه دَور في اختراع قسطرة القلب.
قام باجتذاب عدد من الكتاب المناهضين لقضية مكافحة تشريح الأحياء لِتَجاربه عَلى الحَيوانات في مَطلع القرن العشرين.
سُمي نوع البكتيريا «كلوستريديوم شوفياي» نسبة إلى أوغست تشوفو.
كان صاحب الرسالة التي تم نشرها باللّغة الإنجليزية بِوصفها التَّشريح المُقارن للحيوانات المُستأنسة، وهو مؤلف الدراسة التشريحية المماثلة. كما تَعاون مَع تشارلز جوزيف بوشارد (1837-1915) في تأسيس مَجلة الفسيولوجيا والباثولوجيا التابعة لمعهد الأرصاد الوطنية.

## أعماله
- The comparative anatomy of the domesticated animals (ط. 2). 1873.

## وصلات خارجية
- Journal of the American Veterinary Medical Association- 1917 (biography)
- List of Prokaryotic names with Standing in Nomenclature, Clostridium chauvoei